# 约克 (北达科他州)
约克（英語：York），是美国北达科他州下属的一座城市。根据2010年美国人口普查，该市有人口23人。